# موسم العواصف الأوروبية 2020-2021
موسم العواصف الريحية الأوروبية 2020–2021 هو الموسم السادس ضمن نظام التسمية الموسمية للعواصف الريحية في أوروبا. وهو ثاني موسم تشارك فيه هولندا، إلى جانب هيئات الأرصاد الجوية في أيرلندا والمملكة المتحدة. يمتد هذا الموسم من 1 سبتمبر حتى 31 أغسطس. كما استمرت هيئات الأرصاد الجوية في البرتغال وإسبانيا وفرنسا بالتعاون في هذا الموسم، مع انضمام هيئة الأرصاد البلجيكية.

## الخلفية والتسمية
في عام 2015، أعلن مكتب الأرصاد الجوية البريطاني وميت إيرين عن مشروع تجريبي لتسمية التحذيرات من العواصف ضمن مبادرة «سمّوا عواصفنا»، وطلبوا من الجمهور اقتراح الأسماء. أنتجت هيئات الأرصاد قوائم كاملة للأسماء لمواسم 2015–2016 حتى 2017–2018، وهي مشتركة بين المملكة المتحدة وأيرلندا، وانضمت هولندا إلى البرنامج منذ 2019. تعتمد تسمية العاصفة في المملكة المتحدة على خدمة التحذير الوطني من الأحوال الجوية القاسية عندما يُتوقع إصدار تحذير من المستوى الكهرماني («استعد») أو الأحمر («اتخذ إجراءً – خطر على الحياة»).
يوجد قائمتان رئيسيتان للأسماء: واحدة أنشأتها هيئات الأرصاد في المملكة المتحدة وأيرلندا وهولندا، وأخرى أعدتها هيئات الأرصاد المكافئة في فرنسا وإسبانيا والبرتغال وبلجيكا. بالإضافة إلى ذلك، تحتفظ الأعاصير الأطلسية السابقة بأسمائها التي يمنحها المركز الوطني للأعاصير في الولايات المتحدة.
قد تكون بعض هذه العواصف ذات أصول مدارية؛ على سبيل المثال، ضرب الإعصار السابق لورينزو في عام 2019 أيرلندا والمملكة المتحدة.

### المجموعة الغربية (المملكة المتحدة، أيرلندا وهولندا)
الأسماء المختارة لهذا الموسم:
- أيدن
- بيلا
- كريستوف
- دارسي
- إيفرت
- (الأسماء غير المستخدمة: فلور، غافين، هيولون، إيان، جوليا، كلاس، ليلاه، مينه، نايا، أوسكار، فيبي، رافي، سيدبين، توبياس، فيرونيكا، ويلسون)

### المجموعة الجنوبية الغربية (فرنسا، إسبانيا، البرتغال وبلجيكا)
هذا هو العام الرابع الذي تُسمّي فيه هيئات الأرصاد هذه العواصف المؤثرة على مناطقها. الأسماء المختارة تشمل:
- أليكس
- باربارا
- كليمان
- دورا
- إرنست
- فيلومينا
- غايتان
- هورتنس
- إغناسيو
- جوستين
- كريم
- لولا
- (الأسماء غير المستخدمة: ماثيو، ناديا، أوكتاف، باولا، رودريغو، صوفيا، تريستان، فيفيان، والتر)

## ملخص الموسم
يُظهر المخطط الزمني أدناه العواصف المسماة التي أثرت على أوروبا خلال هذا الموسم:
قالب:مركز

## العواصف البارزة

### العاصفة أليكس
تكوّنت العاصفة «أليكس» بالقرب من بريتاني في 1 أكتوبر 2020 بعد تطورها السريع عبر ما يعرف بالتفجّر الإعصاري. تسببت العاصفة بأضرار كبيرة في موربيهان، فرنسا، حيث سقطت الأشجار وأُغلقت الطرق وخطوط السكك الحديدية، وانقطعت الكهرباء عن أكثر من 100,000 منزل. شهدت مناطق عديدة في جنوب شرق فرنسا هطول أمطار غزيرة جدًا عُرفت بـ«الحلقة المتوسطية» تسببت في فيضانات وانهيارات أرضية أسفرت عن وفيات ومفقودين في فرنسا وإيطاليا ودول أخرى في أوروبا الوسطى.

### العاصفة باربارا
تشكلت «باربارا» من موجة ضغط منخفض جنوب غرب البرتغال في 19 أكتوبر 2020، ثم عبرت شبه الجزيرة الإيبيرية إلى خليج بسكاي ومنه إلى بحر الشمال واسكندنافيا. تسببت العاصفة بأمطار غزيرة ورياح قوية وأدت إلى انقطاع الكهرباء عن آلاف المنازل في فرنسا وإسبانيا والبرتغال، كما أسفرت عن وفاة شخص في بورغوندي بفرنسا وتسببت بأضرار تجاوزت قيمتها 50 مليون دولار أمريكي.